# Etzlensberg
Etzlensberg ist ein Gemeindeteil von Bidingen im schwäbischen Landkreis Ostallgäu in Bayern. Die Einöde liegt circa vier Kilometer südlich von Bidingen und ist über die Bundesstraße 472 zu erreichen.

## Baudenkmäler
Siehe: Liste der Baudenkmäler in Etzlensberg